# Gilles Bonhomme
Gilles Bonhomme (18 de junio de 1978) es un deportista francés que compitió en judo. Ganó una medalla de bronce en el Campeonato Europeo de Judo de 2009, en la categoría de –73 kg.

## Palmarés internacional
| Campeonato Europeo | Campeonato Europeo | Campeonato Europeo | Campeonato Europeo |
| Año                | Lugar              | Medalla            | Categoría          |
| ------------------ | ------------------ | ------------------ | ------------------ |
| 2009               | Tiflis (Georgia)   | Medalla de bronce  | –73 kg             |